# Hollywood (minissérie)
Hollywood é uma minissérie americana, do gênero drama, criada por Ryan Murphy e Ian Brennan, que estreou em 1.º de maio de 2020 na Netflix. O elenco principal é formado por David Corenswet, Darren Criss, Laura Harrier, Joe Mantello, Dylan McDermott, Jake Picking, Jeremy Pope, Holland Taylor, Samara Weaving, Jim Parsons e Patti LuPone.
A série recebeu críticas mistas de críticos, que elogiaram as performances do elenco e o valor da produção, mas criticaram o tom, a escrita e a licença artística obtida.

## Sinopse
A minissérie acompanha a jornada de um grupo de aspirantes a atores e cineastas em Hollywood nos anos posteriores à Segunda Guerra Mundial (1947-1948), que tem a intenção de triunfarem na indústria cinematográfica durante a Era de Ouro do Cinema Americano.

## Elenco

### Principal
- David Corenswet como Jack Castello
- Darren Criss como Raymond Ansley
- Laura Harrier como Camille Washington
- Joe Mantello como Dick Samuels
- Dylan McDermott como Ernie West
- Jake Picking como Rock Hudson
- Jeremy Pope como Archie Coleman
- Holland Taylor como Ellen Kincaid
- Samara Weaving como Claire Wood
- Jim Parsons como Henry Willson
- Patti LuPone como Avis Amberg

### Recorrente
- Maude Apatow como Henrietta
- Mira Sorvino como Jeanne Crandall
- Michelle Krusiec como Anna May Wong
- Rob Reiner como Ace Amberg

### Convidado
- Alison Wright como Srta. Roswell
- David Bluvband como Lew
- Billy Boyd como Noël Coward
- Paget Brewster como Tallulah Bankhead
- Daniel London como George Cukor
- Katie McGuinness como Vivien Leigh
- Harriet Sansom Harris como Eleanor Roosevelt
- Queen Latifah como Hattie McDaniel

## Episódios
| N.º na série | N.º na temp. | Título                                                         | Dirigido por      | Escrito por                             | Lançamento        |
| --- | ------------ | -------------------------------------------------------------- | ----------------- | --------------------------------------- | ----------------- |
| 1 | 1            | "Hooray For Hollywood" "O Sonho de Hollywood"                  | Ryan Murphy       | Ryan Murphy & Ian Brennan               | 1 de maio de 2020 |
| Na pós-Segunda Guerra Mundial, o veterano Jack Castello se muda para Los Angeles para fazer sua grande chance em Hollywood. No entanto, ele luta nos negócios e tem dificuldade em ser escolhido como um ator extra. Isso incomoda sua esposa Henrietta, que quer comprar uma casa. Em um bar, Jack conhece Ernie West, que lhe oferece um emprego em seu posto de gasolina, que Jack aceita. Ernie revela que ele é um cafetão e que seus funcionários fazem programas com clientes do sexo feminino por dinheiro extra, o que Jack começa a fazer. No entanto, Jack desiste quando Ernie tenta forçá-lo a fazer sexo com um cliente masculino, mas recupera o emprego depois de descobrir que Henrietta está grávida de gêmeos. Mais tarde, Jack conhece um prostituto negro e aspirante a roteirista chamado Archie Coleman, e convence Ernie a contratá-lo. Em seu primeiro dia de trabalho, Archie faz programa com o aspirante a ator Roy Fitzgerald. Depois de fazer um programa com uma diretora de elenco, Jack finalmente consegue um emprego como ator. No entanto, mais tarde ele é enganado por uma policial disfarçado como uma cliente e o prende. |              |                                                                |                   |                                         |                   |
| 2 | 2            | "Hooray For Hollywood: Part 2" "O Sonho de Hollywood: Parte 2" | Daniel Minahan    | Ryan Murphy & Ian Brennan               | 1 de maio de 2020 |
| Ernie paga a fiança de Jack para sair da cadeia. Mais tarde, Jack atende novamente sua primeira cliente, Avis Amberg, cujo marido é dono do estúdio onde ele fará seu primeiro de teste de tela e promete que ela garantirá que ele se sairá bem. Enquanto isso, o diretor Raymond Ainsley recruta Anna May Wong para ser sua protagonista. Ele se encontra com o executivo de estúdio Dick Samuels, que o adverte sobre a escolha de Wong. Embora Jack não tenha se saído bem em seu teste de tela, Ellen Kincaid, mentora e produtora executiva, convence Dick a contratá-lo. Atriz negra aspirante e namorada de Raymond, Camille Washington, só consegue um papel de empregada. Dick coloca o filme de Raymond em espera, mas permite que ele escolha um roteiro entre vários enviados por aspirantes, para ser o próximo filme do estúdio. Ele escolhe um roteiro escrito por Archie sobre uma mulher que pulou da placa de Hollywood. Archie também continua tendo encontros com Roy e os dois se apaixonam. Roy também conhece Henry Willson, um agente homossexual não assumido que concorda em aceitá-lo como cliente, sob a condição de que ele se submeta aos desejos sexuais de Willson e que seu nome seja alterado para Rock Hudson. Dick destaca a possibilidade de fazer o filme de Raymond e Archie, Peg.                     |              |                                                                |                   |                                         |                   |
| 3 | 3            | "Outlaws" "Fora da Lei"                                        | Michael Uppendahl | Ryan Murphy & Ian Brennan               | 1 de maio de 2020 |
| Ernie revela aos seus funcionários que eles foram convidados para uma festa exclusiva de Hollywood, organizada por George Cukor, para fazer programa com homossexuais da indústria de cinema. Jack quer desesperadamente o papel principal do galã em Peg, mas Archie está de olho em Rock para o papel. Henry convida Rock para se juntar a ele na festa de Cukor, para que Rock se socialize com Dick, que estará na festa e poderá fazer um teste de tela para Rock. Ellen começa a preparar Jack para o teste de tela de Peg. A filha de Avis, Claire, faz um teste de tela para interpretar Peg, enquanto Camille tenta convencer Raymond a dar o papel e oferece a ele idéias sobre como ajustar o roteiro. Na festa, Rock e Dick começam a ter um encontro sexual, mas Dick fica desconfortável e não prossegue. Ele lamenta como ele sempre teve que esconder quem ele realmente é, antes de dizer a Roy para parar de permitir que Henry o controle. Rock então confessa seu amor por Archie, enquanto Raymond confessa seu amor por Camille e diz a ela que ele a fará a personagem Peg. Dick, inspirado por sua interação com Rock, junto com Ellen, concordam em lutar para colocar Camille no papel principal do filme. |              |                                                                |                   |                                         |                   |
| 4 | 4            | "(Screen) Tests" "Teste de Cena"                               | Janet Mock        | Ian Brennan & Janet Mock & Ryan Murphy  | 1 de maio de 2020 |
| Ace Amberg, diretor do estúdio, destaca a possibilidade de produzir Peg, mas exige que Archie seja retirado do projeto, temendo que o envolvimento de um roteirista afro-americano provoque um escândalo. Ace mais tarde tem um ataque cardíaco no meio de um encontro sexual. Com Ace incapacitado, Avis fica encarregada do estúdio. Dick conta a Archie as más notícias sobre ser removido do filme; Archie se recusa a ser marginalizado, o que Dick aceita, mas o alerta sobre as consequências. Mais tarde, Archie e Raymond ajudam Camille a se preparar para o teste de tela, com Raymond orientando-a a colocar mais emoção nela. Durante seu teste de tela, Roy constantemente bagunça suas falas. Claire arruína sua audição de propósito para dar a Camille uma chance de ganhar o papel. Enquanto Camille dá um ótimo desempenho em seu teste, Avis se preocupa em escalar uma mulher negra e relutantemente escolhe Claire. Jack é escolhido como protagonista masculino, apesar da tentativa de Henry de chantagear Avis para escolher Rock. A amiga de Avis e a primeira-dama Eleanor Roosevelt fazem um discurso empolgante e inspirador para Avis sobre por que ela deve colocar Camille no papel principal. |              |                                                                |                   |                                         |                   |
| 5 | 5            | "Jump" "Novos Caminhos"                                        | Michael Uppendahl | Ryan Murphy & Ian Brennan               | 1 de maio de 2020 |
| Dick e Ellen finalmente convencem Avis a escalar Camille no filme. O nome de Archie permanece ligado ao filme, enquanto Roy, Claire e Wong são escalados para papéis coadjuvantes. O filme se chamará Meg. O estúdio enfrenta uma reação significativa, principalmente do sul, e Camille começa a receber ligações telefônicas racistas. Dick assume o comando da produção, garantindo que tudo fique abaixo do orçamento. Mais tarde, Dick convence Raymond e Archie a mudar o final para que Meg viva. Quando uma revista de fofocas local descobre a prisão de Jack por solicitação e planeja executá-la, Avis recruta Henry, que consegue evitar que a história vaze ordenando que mafiosos espanquem brutalmente o repórter da revista. Em troca, Henry pede que Avis o torne um produtor de Meg, o que ela concorda. Dick repreende Raymond por aprovar uma reforma acima do orçamento e o obriga a pagar por ele próprio. Ellen flerta com Dick, que a rejeita, dizendo que ele não pode estar com ninguém no momento, e depois ele vai a um bar gay. Henrietta revela a Jack que os gêmeos não são dele, mas de um amigo de quem ela se aproximou e que decidiu ir embora com ele. Desolado, Jack se muda para morar com Archie. |              |                                                                |                   |                                         |                   |
| 6 | 6            | "Meg"                                                          | Janet Mock        | Ian Brennan & Janet Mock & Reilly Smith | 1 de maio de 2020 |
| Os membros do elenco e da equipe de Meg são alvos de grupos supremacistas brancos. O advogado de Ace ameaça suspender a produção, mas a Avis está determinada a terminar o filme. Ernie levanta o dinheiro que Raymond precisa para cobrir o orçamento. Jack e Henrietta pedem desculpas um ao outro e dizem um adeus final. Para retribuir a ajuda de Ernie, Jack e Archie oferecem a ele um papel no filme que ele aceita. Ellen treina Ernie para melhorar suas habilidades de atuação. O filme está finalmente concluído. Archie pede a Roy que vá morar com ele, o que ele aceita. Jack e Claire se apaixonam e decidem assistir à estréia juntos. Ace acorda de seu coma e é aconselhado a não lançar o filme, mas ele adora Meg. Dick ameaça se assumir, a menos que o filme seja lançado e revela a Ace que ele é gay. Henry se sente insatisfeito com o final e exige que uma nova cena seja adicionada, que Raymond aprova. A Avis exige co-presidir o estúdio e Ace concorda com isso. Os dois reavivam seu relacionamento anteriormente tenso. Na manhã seguinte, Avis descobre que Ace morreu de complicações cardíacas, deixando-a de luto. O advogado de Ace então queima o carretel de fitas do filme Meg. |              |                                                                |                   |                                         |                   |
| 7 | 7            | "A Hollywood Ending" "Um Final de Hollywood"                   | Jessica Yu        | Ryan Murphy & Ian Brennan               | 1 de maio de 2020 |
| Avis demite o advogado que queimou as fitas do filme. No funeral de Ace, o editor do filme revela que ele fez uma cópia por segurança. O estúdio opta por um amplo lançamento de Meg. Ernie e Ellen confessam seu amor um pelo outro, antes que ele revele seu câncer de pulmão terminal, mas ela o aceita de qualquer maneira. Jack e Claire começam um relacionamento. O filme se torna um sucesso recorde, enquanto Camille, Wong, Raymond, Archie e Jack recebem indicações ao Oscar. Archie e Roy tornam seu relacionamento público na cerimônia. Roy despede Henry como seu agente depois que ele o repreende por ter saído com Archie. Quando Camille é convidada a esperar do lado de fora da cerimonia, ela se recusa e senta na primeira fila. No Oscar de 1948, Wong, Raymond, Archie e Camille vencem. Jack perde, mas propõe Claire em casamento, e ela aceita. A atriz negra Hattie McDaniel parabeniza Camille por sua vitória. Um ano depois, Henry pede desculpas a Roy por ter o tratado mal no passado. Dick morre de câncer e todos os envolvidos em Meg participam de seu funeral. Avis decide produzir o novo filme de Henry sobre um casal homossexual, Dreamland, com Roy, Jack, Archie e Raymond se juntando a produção também. Ernie planeja vender seu posto de gasolina e o oferece como cenário para a Dreamland. |              |                                                                |                   |                                         |                   |

## Produção

### Desenvolvimento
Em 22 de fevereiro de 2019, Ryan Murphy anunciou através do seu Instagram sua terceira série original Netflix ao lado de Ian Brennan intitulada Hollywood. Em entrevista a revista TIME, Murphy revelou que a estreia seria em maio de 2020.

### Filmagem
As filmagens tiveram início em outubro de 2019.

## Recepção
No Rotten Tomatoes, a série possui um índice de aprovação de 57% com base em 126 avaliações, com uma classificação média de 6.01/10. O consenso crítico do site diz: "Com seu coração na manga e estilo de sobra, Hollywood é tudo menos sutil - se apenas suas boas intenções fossem combinadas com uma história menos complicada". No Metacritic, a série tem uma média ponderada com pontuação de 55 em 100, com base em 33 críticos, indicando "críticas mistas ou médias".
Ao escrever para o Chicago Sun-Times, Richard Roeper deu à série duas e meia estrelas em quatro, dizendo: "É uma fascinante mistura de fatos (ou pelo menos histórias baseadas em personagens reais) e ficção, e as performances do elenco com estrelas em ascensão e veteranos de confiança é deslumbrante - mas, como muitos filmes, Hollywood não consegue superar os problemas de roteiro que surgem no meio da história." 
Por outro lado, Hugh Montgomery, da BBC, descreveu a série como "covarde e inerte", dando a ela uma de cinco estrelas e dizendo "Um programa sobre Tinseltown que escolheu confrontar e cutucar essas realidades desanimadoras e contínuas, em vez de inventar sua própria insípida, fantasias hubrísticas valeriam 10 vezes mais essa."  Da mesma forma, Lucy Mangan, do The Guardian, criticou a "história contrafactual", dando à série uma resenha de duas das cinco estrelas, escrevendo: "Essa deve ser a configuração perfeita para uma visão escandalosa de preconceito, corrupção, troca de moeda sexual, coerção, maquinações bem oleadas que subjazem a uma indústria e como tudo isso molda a história - tudo através de uma lente #MeToo, mas torna-se uma mera fantasia de realização de desejos que, intencionalmente ou não, sugere que, se algumas pessoas tivessem sido um pouco mais corajosas, os filmes - e, portanto, o mundo! - seriam um Éden glorioso e igualitário." 

### Reconhecimento
Por suas interpretações, Dylan McDermott e Jim Parsons foram indicados à categoria de Melhor ator coadjuvante em minissérie ou telefilme; Jeremy Pope foi nomeado a Melhor ator em minissérie ou telefilme; Holland Taylor, a Melhor atriz coadjuvante em minissérie ou telefilme na 72.ª edição dos Prêmios Emmy do Primetime.